# CU Девы
CU Девы (лат. CU Virginis) — тройная звезда в созвездии Девы на расстоянии) приблизительно 252 световых лет (около 77,3 парсек) от Солнца. Возраст звезды определён как около 129 млн лет.
Одна из наиболее известных магнитных звезд средней массы с химическими особенностями***.

## Характеристики
Первый компонент (HD 124224) — бело-голубая вращающаяся переменная звезда типа Альфы² Гончих Псов (ACV) спектрального класса B8VpSi, или B8V, или A0IVpSi, или A0VpSi, или A0p, или A0, или ApSi. Визуальная звёздная величина звезды — от +5,07m до +4,92m. Масса — около 3,12 солнечной, радиус — около 2,06 солнечного, светимость — около 100 солнечной. Эффективная температура — около 12333 K.
Второй компонент — коричневый карлик. Масса — около 25,02 юпитерианской. Удалён в среднем на 2,105 а.е..
Третий компонент (WDS J14123+0225B). Визуальная звёздная величина звезды — +12,44m. Удалён на 56,7 угловой секунды.